# Perséfone
Perséfone (em grego:  Περσεφόνη, transl.: Persephónē), na mitologia grega, é a deusa da maturação das flores e frutos, dos equinócios, mistérios agrícolas e rainha do Submundo. É filha de Zeus com sua irmã Deméter, a deusa da agricultura e das estações do ano. Criada na planície de Nysa, entre ninfas, Perséfone foi raptada por Hades, sob as ordens de Zeus-pai, e após consumir sementes de romã, a deusa tornou-se a consorte do senhor do Submundo e rainha dos mortos. Após o seu rapto e estadia no Submundo, a deusa é conduzida por seu meio-irmão Hermes até a superfície. O consumo da romã faz com que Perséfone passe a morar metade do ano no Olimpo nas estações primavera e verão, e a outra metade no Submundo nas estações outono e inverno. A história do seu rapto e ascensão motiva a criação dos mistérios eleusinos, uma das celebrações mais importantes da Grécia antiga. 

## Rapto
O mito do seu rapto é narrado pela primeira vez em um hino anônimo dedicado a Deméter, atribuído ao poeta Homero. Posteriormente Perséfone tem seu nascimento brevemente citado na Teogonia. A deusa também aparece em Ilíada e Odisseia como rainha do mundo inferior e esposa de Hades, sendo referenciada como temível, a quem eram feitos pedidos de justiça e maldições.  
Antes do seu sequestro, Perséfone vivia entre ninfas e criaturas selvagens da planície de Nysa, mas em um dia de verão a deusa avista uma flor mística encantada propositalmente por Gaia, e ao se aproximar da flor Perséfone é então raptada por Hades, que sob as ordens de Zeus carrega a deusa para as profundezas do submundo.
| “ | Deu-a o gravitroante longividente Zeus, longe de Deméter de dourada espada de esplêndido fruto, quando, no prado macio, com as filhas de fundos colos do Oceano, brincava de apanhar flores: rosas, açafrão, violetas belas, lírios, jacinto e um narciso, prodigioso brilhante, que a Terra, como dolo, para a filha de olhos de pétala e para agradar ao Hóspede de muitos, fez nascer conforme os desígnios de Zeus. | ” |
|   | — Homero, Hino Homérico a Deméter (MASSI, G. L. MARIA. Deméter: a repulsão medida. 2001. 133 f. Dissertação (Mestrado) – Faculdade de Filosofia, Letras e Ciências Humanas – Universidade de São Paulo. São Paulo, 2001.). |   |

Segundo o hino homérico, a deusa estava também junto de suas irmãs Atena e Ártemis no momento do rapto. Hades levou-a para seus domínios (o mundo dos mortos), oferecendo-lhe as sementes de romã, uma representação da conexão sexual entre ambos, o que tornou Perséfone a rainha dos mortos.
Ao ouvir o grito de socorro de Perséfone, Deméter inicia sua busca desesperada pela filha. Ninguém queria lhe contar o que aconteceu, temendo contrariar a escolha de Zeus. Depois de muito procurar, após nove dias de busca, Deméter descobre através de Hécate e Hélio que Perséfone havia sido levada para o mundo dos mortos. A deusa se disfarça entre os mortais e encontra refúgio para seu luto em Elêusis, onde furiosa ela ordena aos mortais que lhe construamum templo para que ela transmita seus mistérios agrícolas. Deméter ,em protesto, lança sua fúria sobre deuses e mortais, fazendo com que a terra feneça e os deuses parem de ser louvados. É o que motiva Zeus a pedir que Hermes, vá buscar Perséfone no reino de Hades. Como, entretanto Perséfone tinha comido algo (seis sementes de romã) concluiu-se que não tinha rejeitado inteiramente Hades. Assim, estabeleceu-se um acordo, ela passaria metade do ano junto a sua mãe, e o restante com Hades. Este mito justifica o ciclo anual das colheitas e a formação dos mistérios eleusinos, ritos que giram em torno da jornada de busca de Deméter e ascensão de Perséfone como rainha do submundo.

## A rainha

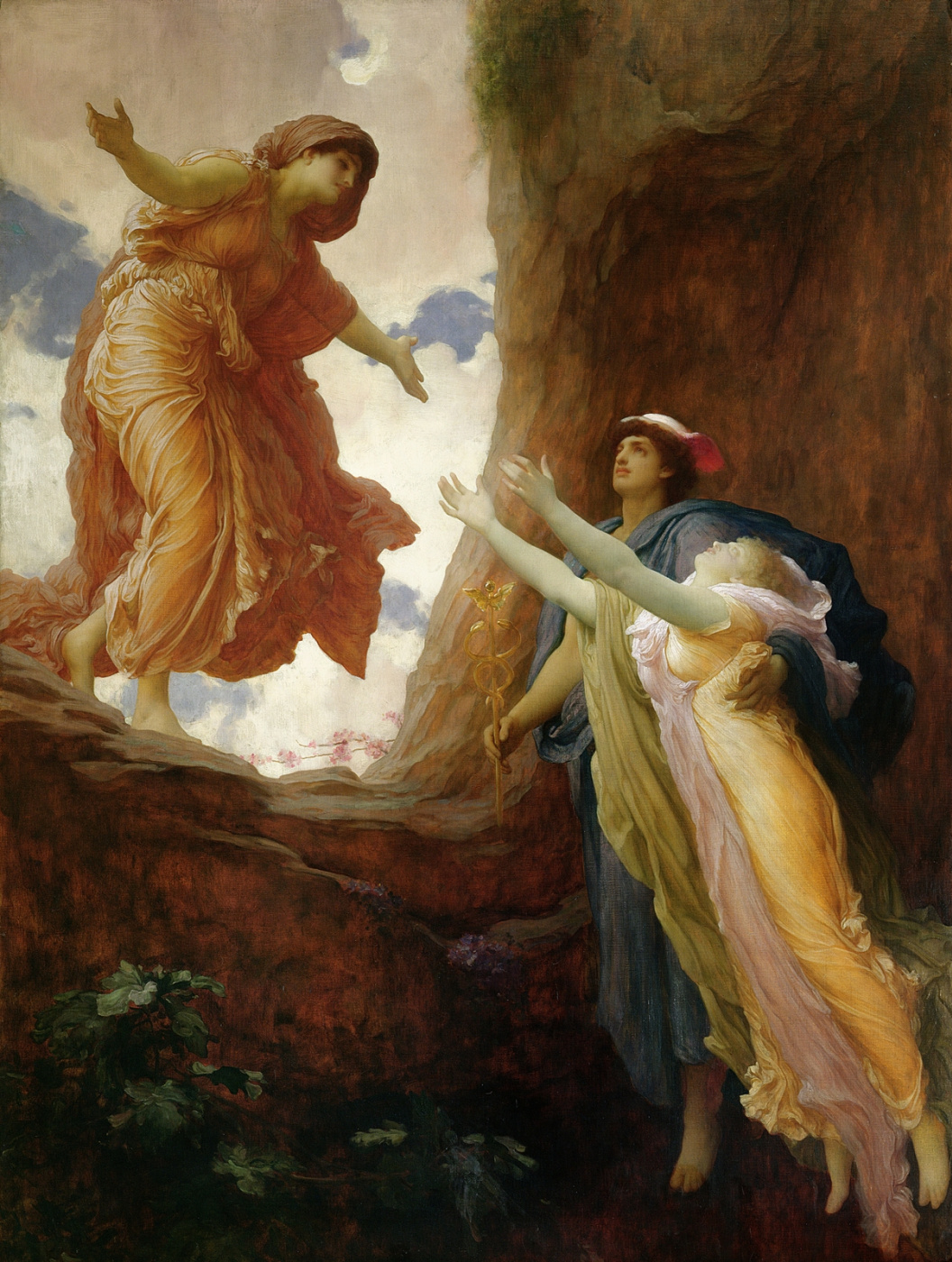
O Retorno de Perséfone
Por Frederic Leighton, 1891

Perséfone é descrita como uma deusa possuidora de uma beleza estonteante, pela qual muitos homens se apaixonaram, entre eles, Pírito. Perséfone não foi amante de Adônis mas se "apaixonou" por ele quando ainda era um bebê, pois Afrodite pediu para ela cuidar dele e ela não queria devolver mais. Afrodite se torna rival dela, quer ficar com o menino o tempo todo e depois, quando ele já está adolescente, torna-se amante de Afrodite.
Perséfone era comumente chamada para pedidos de vingança e maldições, sendo uma deusa com poucos registros de conflitos mitológicos. Um deles ocorre quando uma ninfa chamada Minta, cumcubina de Hades, tomada de ciúmes após a chegada de Perséfone no submundo, passa a espalhar que é mais bela que Perséfone, e que em breve a deusa seria substituída por ela. Perséfone (ou Deméter) pisoteia a ninfa até a morte transformando-a numa planta, destinada a vegetar nas entradas das cavernas, ou, em outra versão, na porta de entrada do reino dos mortos. Perséfone e Hades possuíam uma relação de cumplicidade, onde ela interferia nas decisões de Hades, sempre intercedendo a favor dos heróis e mortais, e sempre estava disposta a receber e atender os mortais que visitavam o reino dos mortos à procura de ajuda. Apesar disso, os gregos a temiam e, salvo exceções, no dia a dia evitavam falar seu nome (Perséfone) chamando-a de Kore, um adjetivo comum para moça/donzela.

## O culto
Entre muitos rituais atribuídos à entidade, cita-se que ninguém poderia morrer sem que a rainha do mundo dos mortos lhe cortasse o fio de cabelo que o ligava à vida. O culto de Perséfone foi muito desenvolvido na Sicília, onde ela presidia os funerais e era vista como uma deusa do casamento, do parto e da sexualidade. Nos funerais, os amigos ou parentes do morto cortavam os cabelos e os jogavam numa fogueira em honra à deusa infernal. A ela, eram imolados cães, e os gregos acreditavam que Perséfone fazia reencontrar objetos perdidos.

## Descendência e consortes
Informações retiradas dos hinos órficos, citam que Perséfone teve um filho e uma filha com Hades (Zeus Ctônios): Melinoe, deusa dos fantasmas. Nas crenças órficas Zagreu, que seria a primeira reencarnação de Dioniso, também seria filho de Perséfone. A deusa é também mãe das Erínias, personificações da vingança. Uma fonte bizantina rara afirma que ela e Hades também são pais de Macária, deusa da boa morte.

## Outras relações

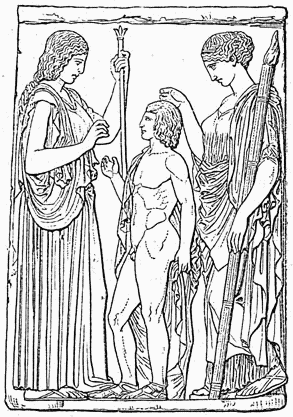
Perséfone e Deméter

Apesar de Perséfone ter vários irmãos por parte de seu pai Zeus, tais como Ares, Hermes, Dioniso, Atena, Hebe, Apolo, entre outros, por parte de sua mãe Deméter, tinha um irmão, Pluto, um deus secundário que presidia às riquezas. É um deus pouco conhecido, e muito confundido como Plutão, o deus romano que corresponde a Hades. Tinha também como irmã e irmão, filhos de sua mãe, uma deusa chamada Despina e um equino chamado Árion. Despina foi abandonada pela mãe de ambas ao nascer. Por isso ela tinha inveja da deusa do mundo dos mortos, até porque Deméter se excedia em atenções para a rainha. Em resposta, a filha rejeitada destruía tudo que Perséfone e sua mãe amavam, o que resultaria no inverno.

## Árvore Genealógica
|  |  | Cronos | Cronos | Cronos | Cronos | Cronos | Cronos |       |       |       |       |         |         | Reia    | Reia    | Reia    | Reia    | Reia | Reia |         |         |           |           |           |           | Zeus      | Zeus      | Zeus | Zeus | Zeus    | Zeus    |         |         |         |         |  |  | Deméter | Deméter | Deméter | Deméter | Deméter | Deméter |  |  |  |  |  |  |
|  |  | Cronos | Cronos | Cronos | Cronos | Cronos | Cronos |       |       |       |       |         |         | Reia    | Reia    | Reia    | Reia    | Reia | Reia |         |         |           |           |           |           | Zeus      | Zeus      | Zeus | Zeus | Zeus    | Zeus    |         |         |         |         |  |  | Deméter | Deméter | Deméter | Deméter | Deméter | Deméter |  |  |  |  |  |  |
|  |  |        |        |        |        |        |        |       |       |       |       |         |         |         |         |         |         |      |      |         |         |           |           |           |           |           |           |      |      |         |         |         |         |         |         |  |  |         |         |         |         |         |         |  |  |  |  |  |  |
|  |  |        |        |        |        |        |        |       |       |       |       |         |         |         |         |         |         |      |      |         |         |           |           |           |           |           |           |      |      |         |         |         |         |         |         |  |  |         |         |         |         |         |         |  |  |  |  |  |  |
|  |  |        |        |        |        |        |        | Hades | Hades | Hades | Hades | Hades   | Hades   |         |         |         |         |      |      |         |         | Perséfone | Perséfone | Perséfone | Perséfone | Perséfone | Perséfone |      |      |         |         |         |         |         |         |  |  |         |         |         |         |         |         |  |  |  |  |  |  |
|  |  |        |        |        |        |        |        | Hades | Hades | Hades | Hades | Hades   | Hades   |         |         |         |         |      |      |         |         | Perséfone | Perséfone | Perséfone | Perséfone | Perséfone | Perséfone |      |      |         |         |         |         |         |         |  |  |         |         |         |         |         |         |  |  |  |  |  |  |
|  |  |        |        |        |        |        |        |       |       |       |       |         |         |         |         |         |         |      |      |         |         |           |           |           |           |           |           |      |      |         |         |         |         |         |         |  |  |         |         |         |         |         |         |  |  |  |  |  |  |
|  |  |        |        |        |        |        |        |       |       |       |       |         |         |         |         |         |         |      |      |         |         |           |           |           |           |           |           |      |      |         |         |         |         |         |         |  |  |         |         |         |         |         |         |  |  |  |  |  |  |
|  |  | Zagreu | Zagreu | Zagreu | Zagreu | Zagreu | Zagreu |       |       |       |       | Macária | Macária | Macária | Macária | Macária | Macária |      |      | Erínias | Erínias | Erínias   | Erínias   | Erínias   | Erínias   |           |           |      |      | Melinoe | Melinoe | Melinoe | Melinoe | Melinoe | Melinoe |  |  |         |         |         |         |         |         |  |  |  |  |  |  |

## Representação
A rainha é representada ao lado de seu marido, num trono de ébano, segurando um facho com fumos negros. A papoula foi-lhe dedicada por ter servido de lenitivo à sua mãe na ocasião de seu rapto. O Narciso também lhe é dedicado, pois estava colhendo esta flor quando foi surpreendida e raptada por Hades. A ela também eram associadas as serpentes.

## Epítetos e nome
Perséfone antes de ser raptada por Hades se chamava Cora ou Coré (Koré). E, outros dialetos, ela é conhecida por vários nomes: Perséfassa (Περσεφάσσα), Perséfata (Περσεφάττα), Persefoneia (Περσεφονεία), Ferépafa (Pherepafa- Φερέπαφα). Seu nome infernal significa "Aquela que destrói a luz", enquanto Koré significa "moça virgem". Em Roma, ela tinha vários títulos entre os quais Juno (Hera) Inferna.
Perséfone tem muitos epítetos, entre eles estão:
- Despina, significa senhora
- Carpóforo (Karpophoros), significa frutífera
- Ctônica, significa do submundo
- Léptina, significa destruidora
- Megala Thea, significa grande deusa
- Protógona, significa primogênita
- Sótira, significa salvadora
- Hagne, significa sagrada
- Deira, significa sábia
- Praxídice, executora da justiça
- Épene, significa temível